# Hôtel de préfecture du Gers
L'hôtel de préfecture du Gers est un édifice situé dans la ville d'Auch, dans l'Occitanie dans le Gers.
C'est un ancien archevêché inscrit au titre des monuments historiques par arrêté du 22 mars 1930. Le jardin qui entoure l'ancien archevêché et domine la vallée du Gers est inscrit au titre des monuments historiques par arrêté du 30 novembre 1944.

## Histoire
Au début du XIIe siècle, l'archevêque Raymond II d'Auch (1096-1118) construit un nouveau palais pour lui et ses successeurs. Il occupait l'emplacement du bâtiment existant et celui occupé par les sacristies et les prisons départementales, y compris la tour (tour d'Armagnac).
En 1602, l'archevêque Léonard de Trappes (1597-1629) entreprend de "rebâtir et continuer le bâtiment de la maison archiépiscopale à l'endroit qui tire vers les prêcheurs" après en avoir prévenu la municipalité qui a accepté.
L'archevêque Augustin de Maupeou (1705-1712) fait démolir ce qui existait, mais il meurt en 1712 avant d'en avoir fini la reconstruction. Il fait appel au fameux Jean-Baptiste Alexandre Le Blond qui fut par la suite l'architecte de Saint-Pétersbourg en Russie.
La structure actuelle du bâtiment date du XVIIIe siècle. À cette époque, la préfecture du Gers occupe le palais archiépiscopal terminé entre 1750 et 1770 pour l'archevêque Jean-François de Montillet de Grenaud (entre 1742 et 1776), à l'emplacement de l'ancien palais archiépiscopal médiéval. Il conserve des éléments du bâtiment médiéval. Pour lui permettre d'agrandir son palais, la municipalité lui concéda la rue Saint-Taurin par délibération du 15 mars 1744. L'archevêque acheta en 1749 des maisons alentour pour mener à bien son projet.
À la création des préfets, une partie du palais de l'archevêque servit de résidence au préfet de 1800 à 1804, une autre permit l'installation des tribunaux, et le reste constitua le logement du sénateur de la cohorte d'Agen. Cette dernière partie a été restituée à l'archevêque en 1823 à la suite de la signature du Concordat du 11 juin 1817, non appliqué, modifié par la bulle du 6 octobre 1822 promulguée par le pape Pie VII qui rétablit l'archevêché d'Auch.

## Description
La façade donnant sur la cour est ornée de pilastres corinthiens. L'intérieur de l'édifice, le sous-sol, le rez-de-chaussée et le premier étage ont été aménagés pour recevoir des bureaux. Le grand salon de réception et les appartements du préfet datent du XVIIIe siècle.